# Bettie Ringma
Bettie Ringma (11. června 1944 – 8. března 2018) byla nizozemská fotografka. V sedmdesátých letech odešla do Spojených států amerických a v letech 1972 až 1976 studovala na Univerzitě George Washingtona, kde získala titul M.A. v oboru arteterapie. Později se usadila v New Yorku. V USA se seznámila s Marcem H. Millerem, který se stal jejím přítelem. Zde dokumentovala místní punkovou scénu (1976–1978), například dění v klubu CBGB. V roce 1979 se za Millerova doprovodu vrátila do Amsterdamu, kde zanedlouho uspořádali punkovou výstavu.